# Kyöpelinvuori-Fagerinmäki
Kyöpelinvuori-Fagerinmäki este o arie protejată (arie specială de conservare — SAC, sit de importanță comunitară — SCI) din Finlanda întinsă pe o suprafață de 3 ha, integral pe uscat.

## Localizare
Centrul sitului Kyöpelinvuori-Fagerinmäki este situat la coordonatele 61°03′42″N 24°31′15″E / 61.0617°N 24.5208°E.

## Înființare
Situl Kyöpelinvuori-Fagerinmäki a fost declarat sit de importanță comunitară în mai 2002 pentru a proteja un număr necunoscut de specii din flora spontană și fauna sălbatică aflate în arealul zonei. Situl a fost protejat și ca arie specială de conservare în aprilie 2015.

## Biodiversitate
Situată în ecoregiunea boreală, aria protejată conține 1 habitat natural: Păduri de conifere pe eskere fluvioglaciare sau legate la acestea.
La baza desemnării sitului se află un număr nedeclarat de specii protejate.